# Římskokatolická farnost Křeč
Římskokatolická farnost Křeč je zaniklým územním společenstvím římských katolíků v rámci pelhřimovského vikariátu českobudějovické diecéze. Samostatná farnost Křeč byla v rámci reformy církevní správy zrušena a její území bylo k 1. lednu 2020 začleněno do farnosti Černovice.

## O farnosti

### Historie
Plebánie ve vsi Křeči je prvně doložena v roce 1354, později však zanikla. Původně románský farní kostelík byl přestavěn goticky kolem roku 1300 a v pozdějších staletích byl ještě několikrát upravován. V době po zániku plebánie byla Křeč filiálkou farnosti Choustník. Samostatná farnost křečská byla obnovena až v roce 1758.

## Kostely a kaple farnosti
| Fotografie | Kostel                         | Místo      | Bohoslužba                   | Bohoslužba                   | Poznámka            |
| ---------- | ------------------------------ | ---------- | ---------------------------- | ---------------------------- | ------------------- |
|            | Kostel svatého Jakuba Staršího | Křeč       | neděle čtvrtek               | 9.30 18.00 (v létě)          | bývalý farní kostel |
|            | Kaple                          | Střítež    | neslouží se pravidelně       | neslouží se pravidelně       | obecní kaple        |
|            | Kostel svaté Anny              | Svatá Anna | 1× ročně (poutní), jinak ne. | 1× ročně (poutní), jinak ne. | filiální kostel     |
|            | Kaple                          | Svatá Anna | neslouží se pravidelně       | neslouží se pravidelně       | obecní kaple        |
|            | Kaple                          | Vlčeves    | neslouží se pravidelně       | neslouží se pravidelně       | obecní kaple        |